# Сіреклі
Сіреклі́ (рос. Сирекли, чув. Çирĕклĕ) — присілок у складі Козловського району Чувашії, Росія. Входить до складу Ємьоткінського сільського поселення.
Населення — 57 осіб (2010; 72 у 2002).
Національний склад:
- чуваші — 93 %